# Національні скарби Японії
Національні скарби Японії (яп. 国宝, кокухо, «національні скарби») — культурні пам'ятки і надбання в Японії, на які поширюється дія «Закону Японії про захист культурних надбань» і які визначені Міністерством освіти, культури, спорту, науки і технологій Японії як неповторний скарб японської нації, що має важливе значення для світової культури і людства в цілому. До таких скарбів відносять відомі пам'ятки архітектури, образотворчого мистецтва, ремесел, літератури, права, а також цінні історичні джерела, археологічні пам'ятки. Окрім цього, до національних скарбів зараховують людей — першокласних майстрів і знавців рідкісних культурних практик чи навичок.
Юридично Національні скарби Японії є різновидом так званих Важливих культурних надбань Японії (重要文化財), які визначає уряд.
Більшість національних скарбів зберігається у музеях Токіо, Кіото та Нари. Решта знаходиться під захистом префектурних властей, у регіональних музеях, замках, буддистських храмах і синтоїстських святилищах.

## Архітектура

### Замки
- Замок Інуяма
- Замок Мацуе
- Замок Мацумото
- Замок Хіконе
- Замок Хімеджі

### Монастирі
- Кійомідзудера
- Хорюдзі

### Святилища
- Святилище Іцукусіма

## Образотворче мистецтво
- Карикатури тварин і людей (12 — 13 століття)
- List of National Treasures of Japan (paintings)[en]

## Галерея

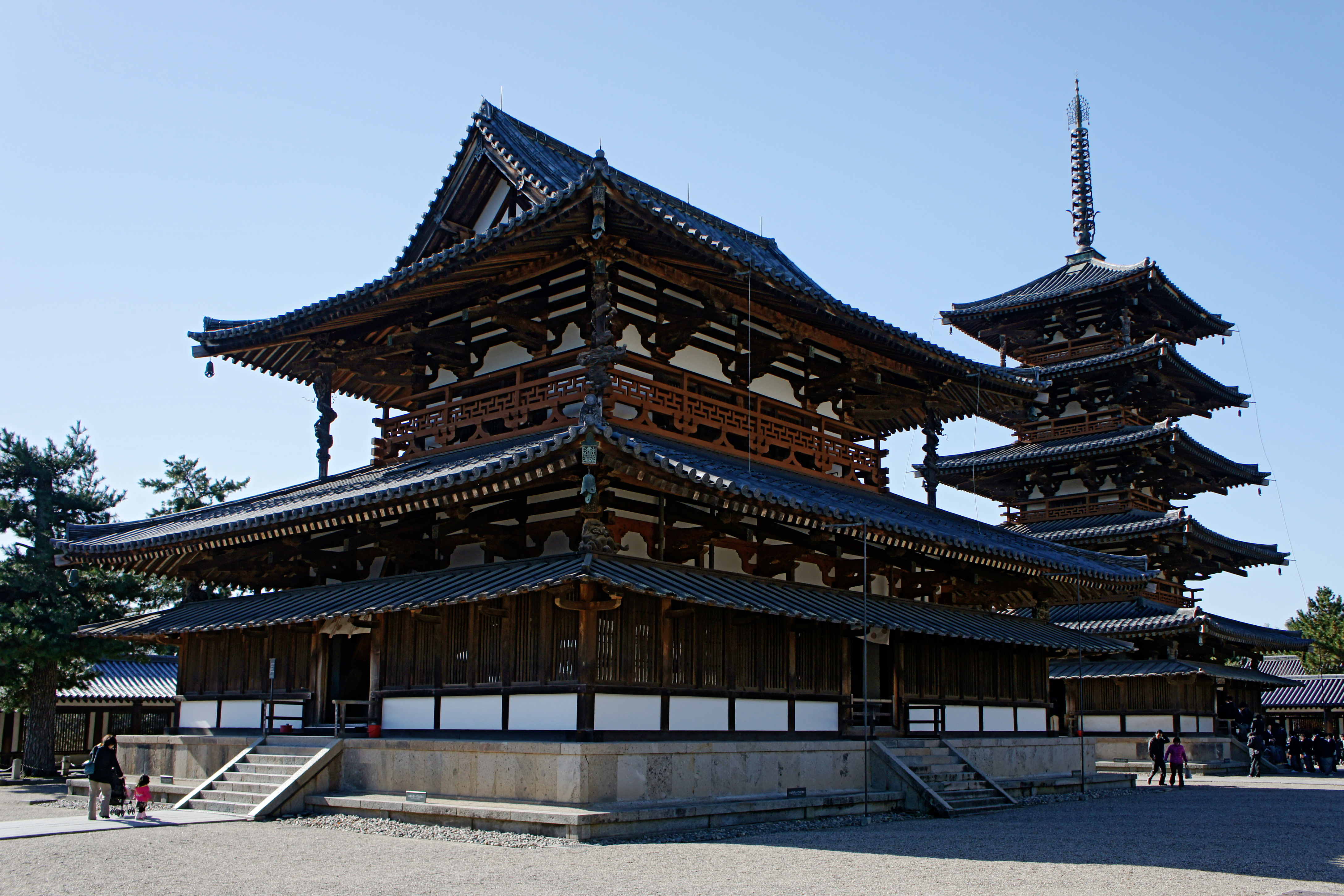
«Золота зала» і пагода Хорюдзі
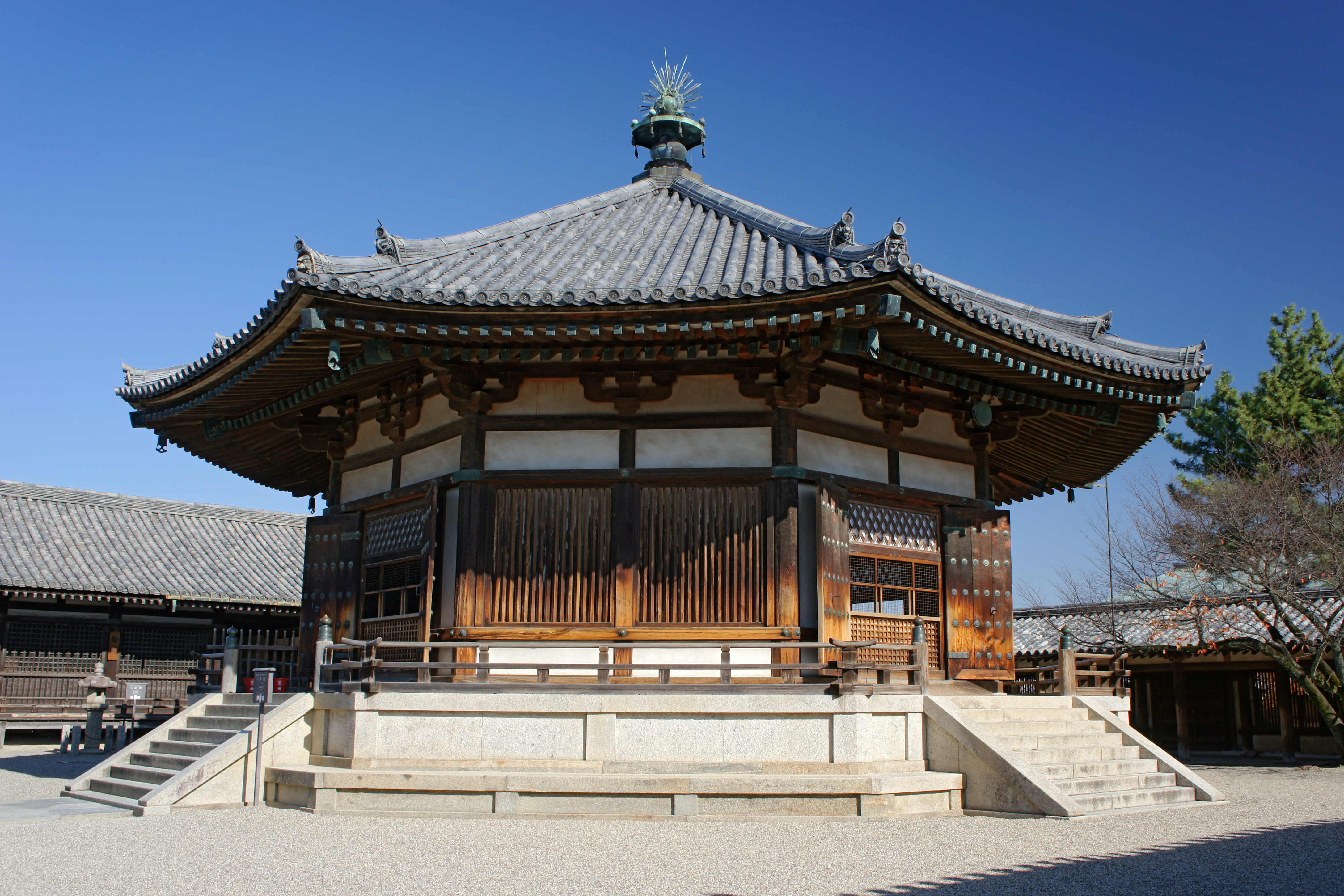
«Палац мрій» Хорюдзі
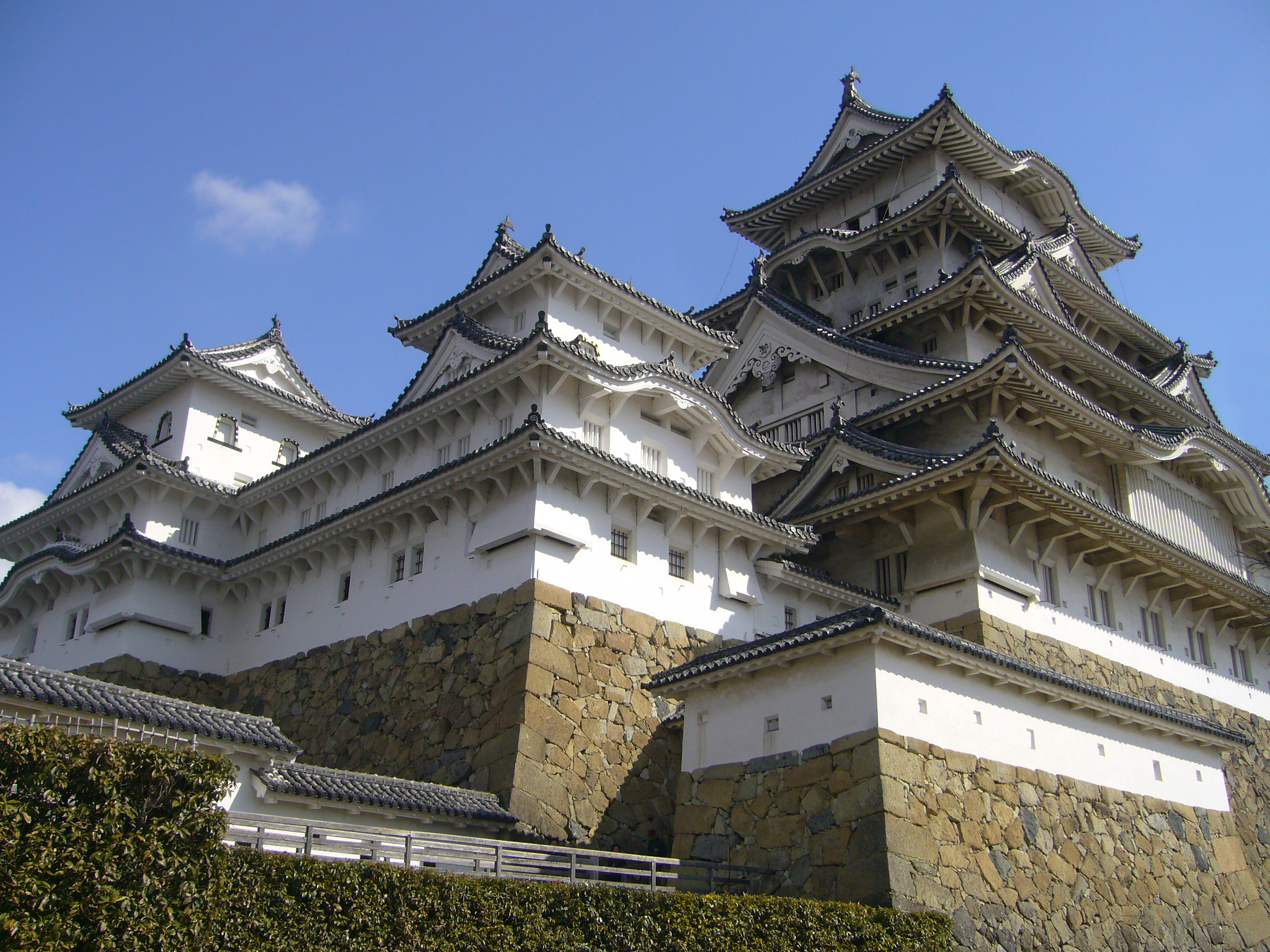
Головна башта замку Хімедзі
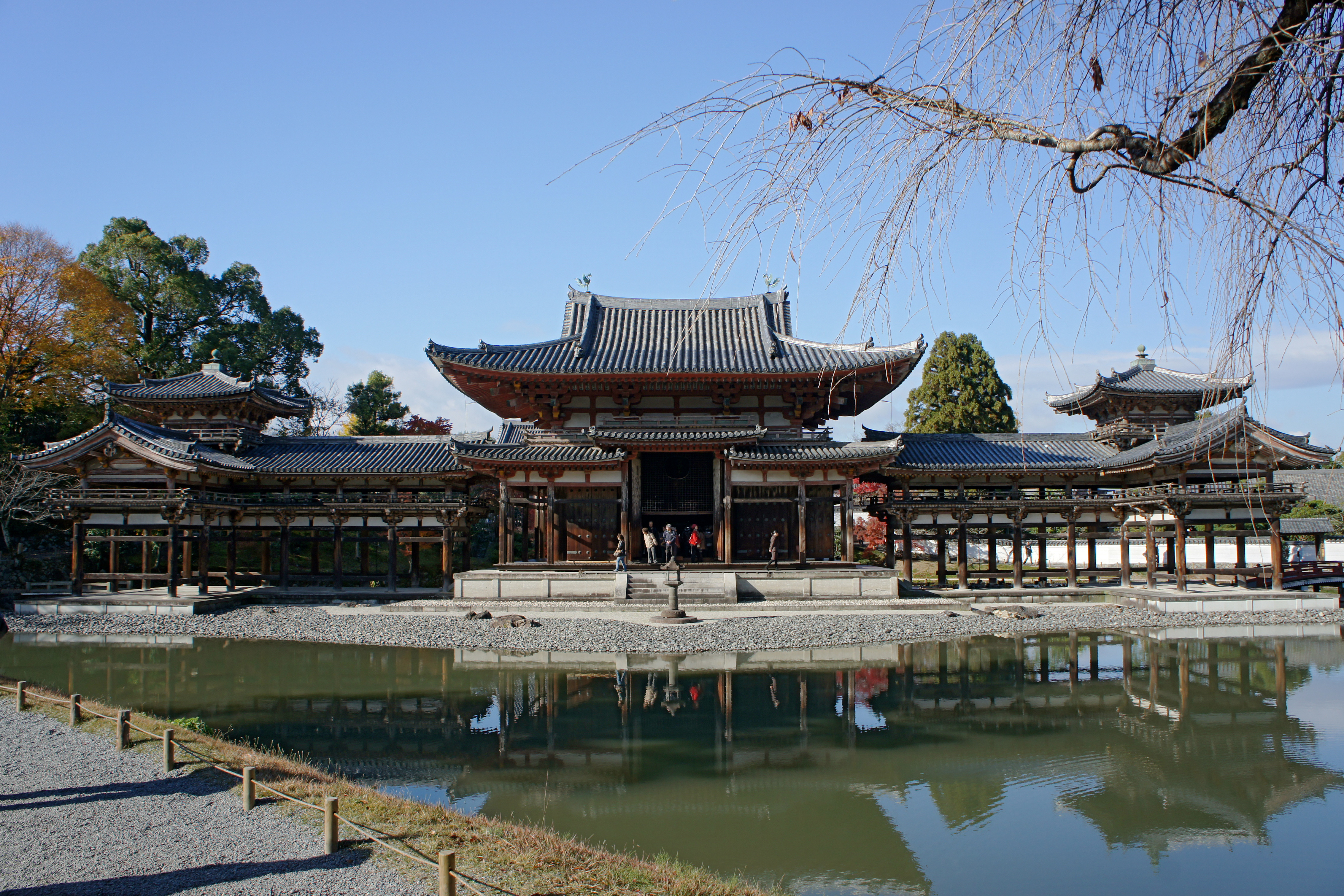
«Зал феніксів» Бьодоїн
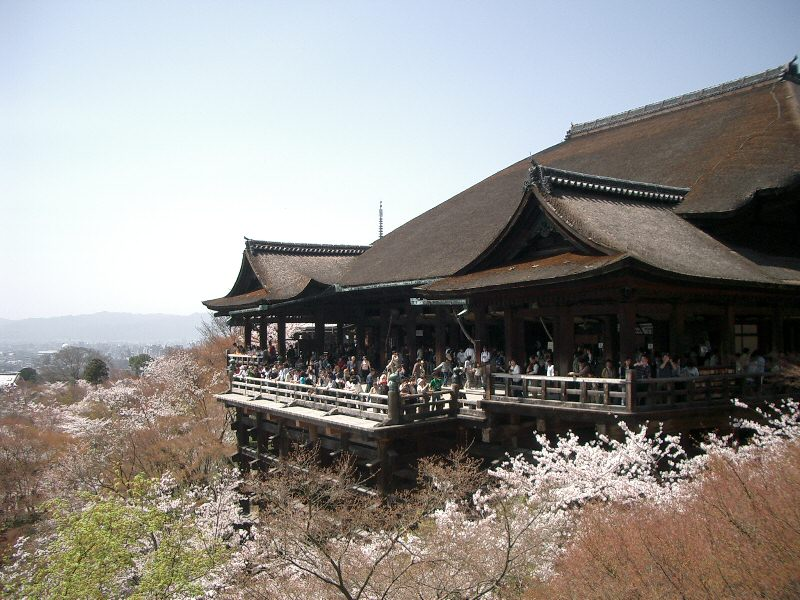
Головний храм монастиря Кійомідзудера
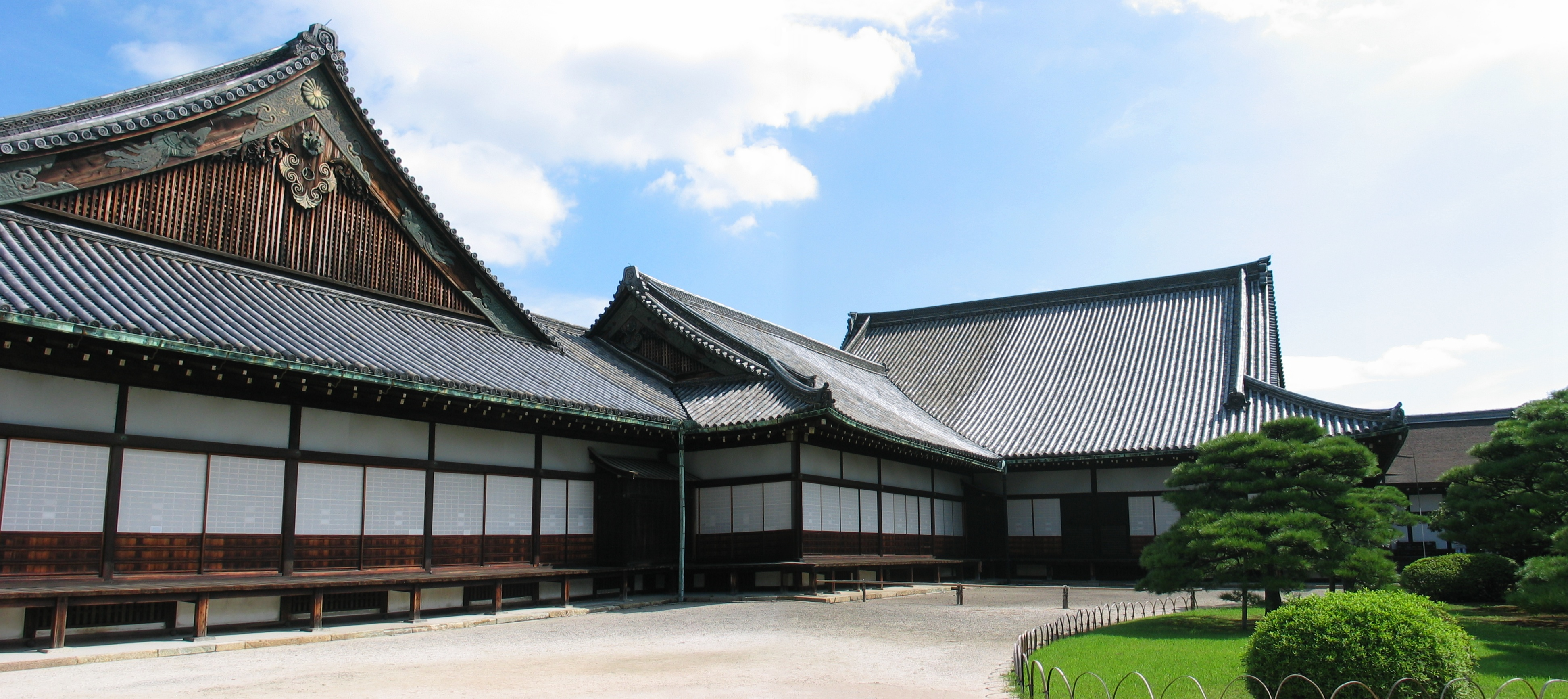
Палац другого двору замку Нідзьо
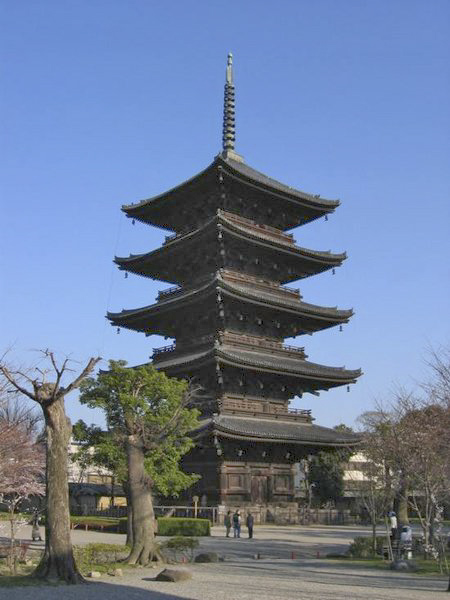
П'ятиярусна пагода Тодзі
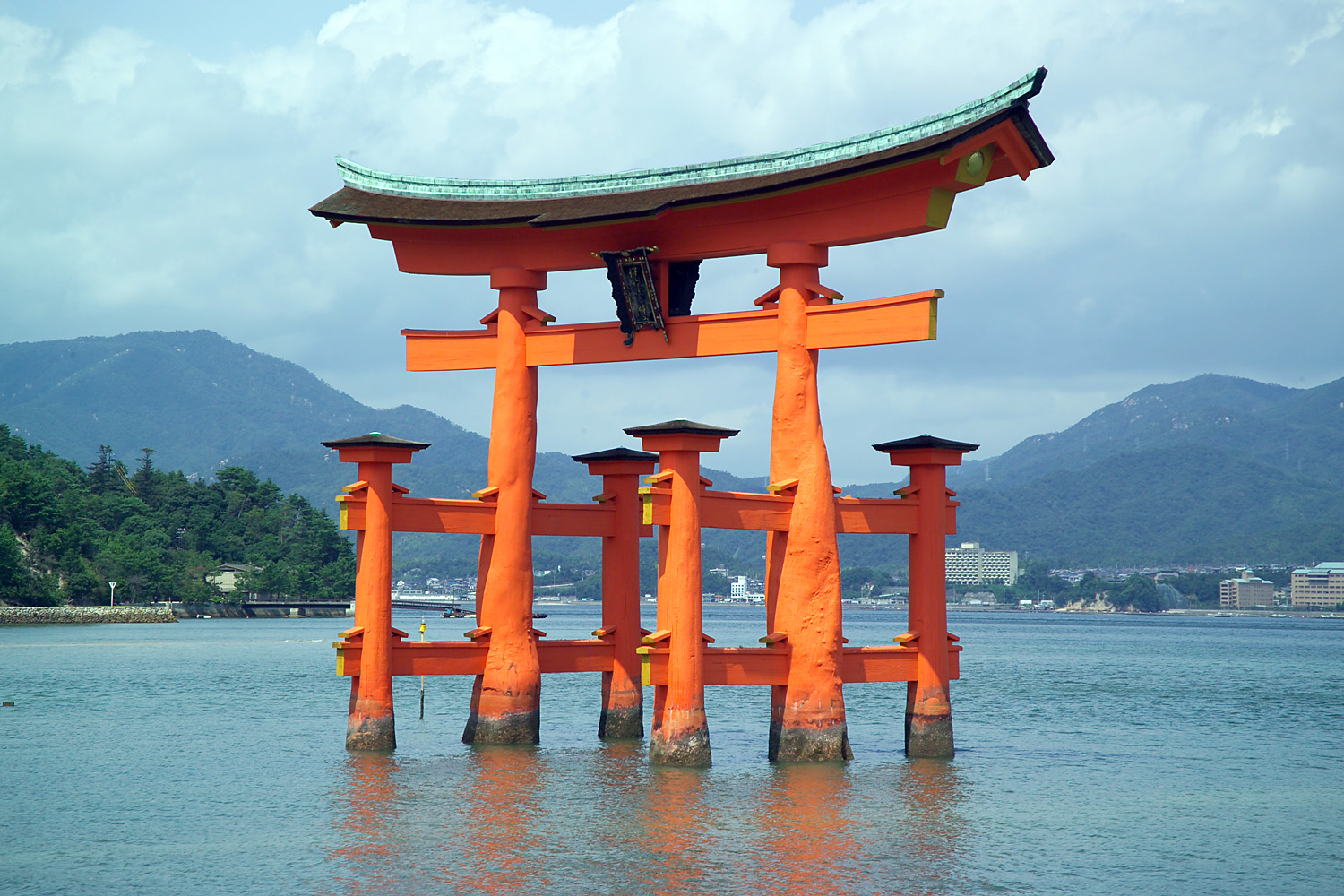
Торії святилища Іцукусіма
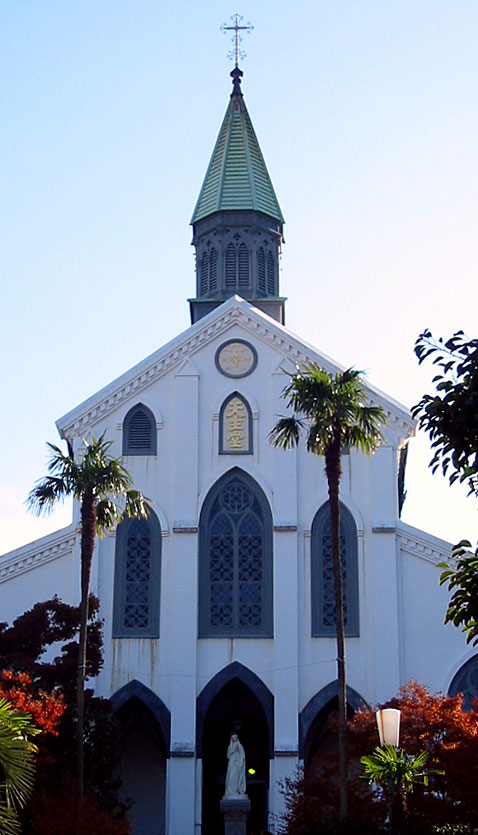
Церква Оура в Нагасакі
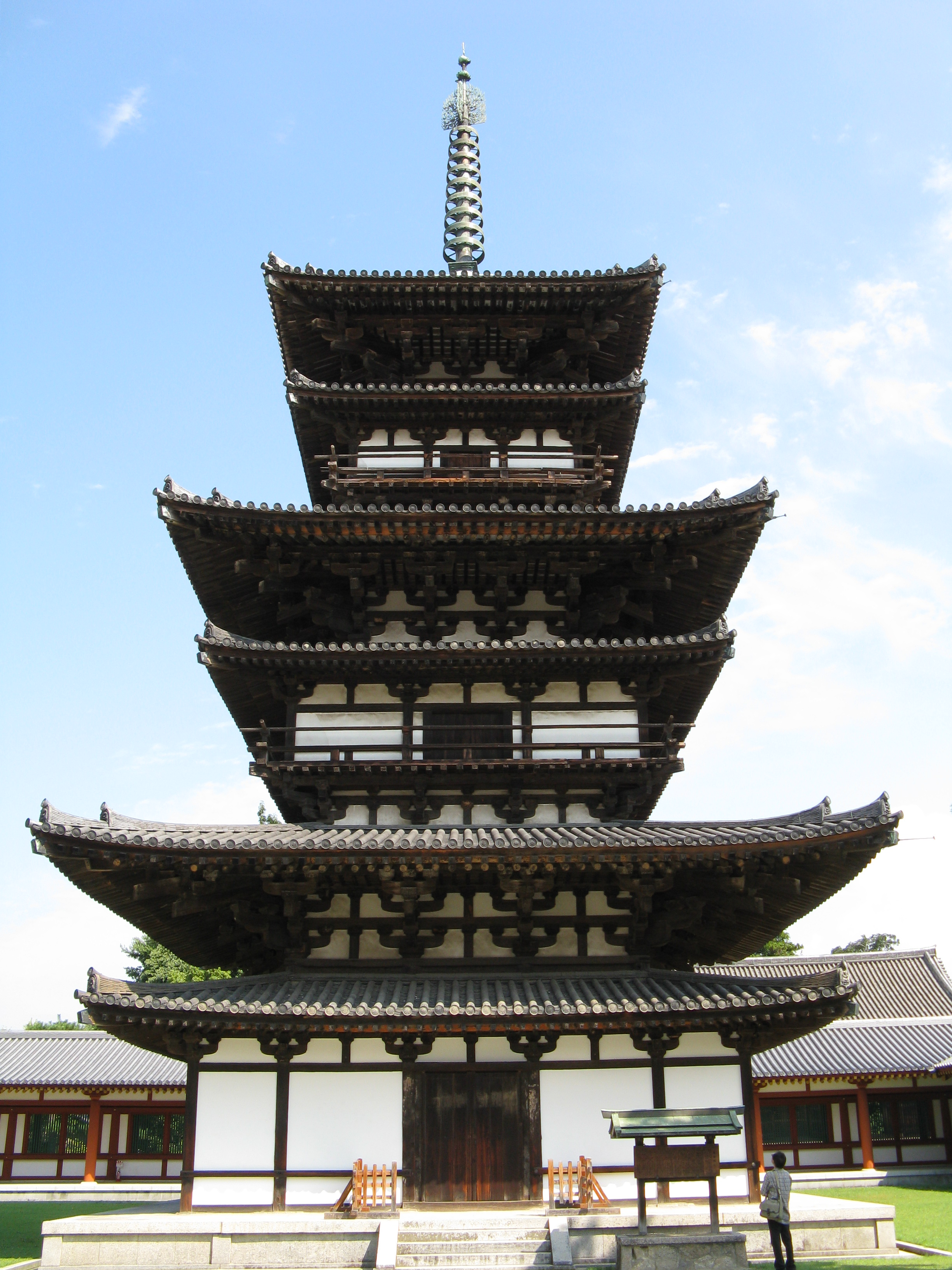
Східна пагода Якусідзі
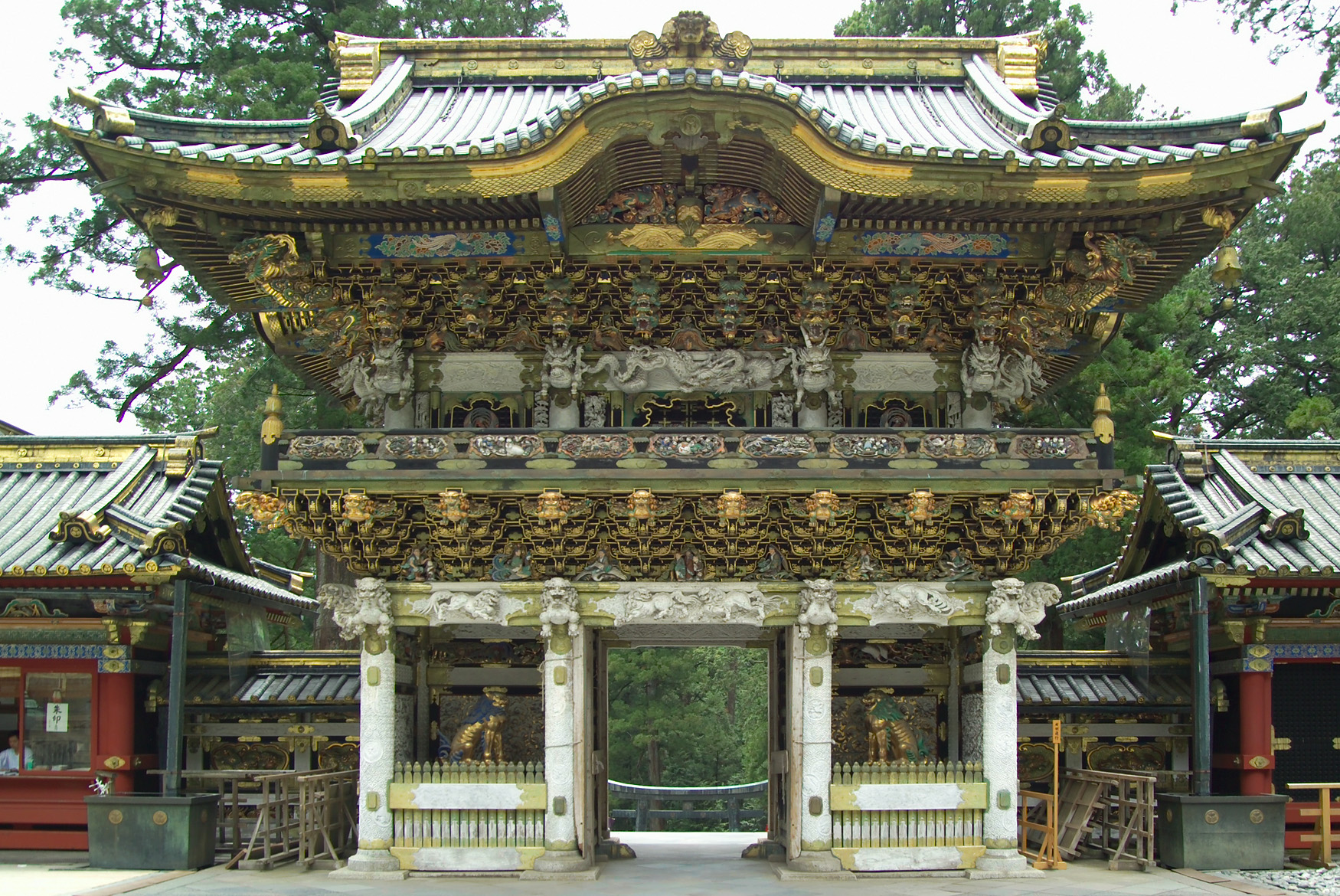
Брама святилища Тосьо
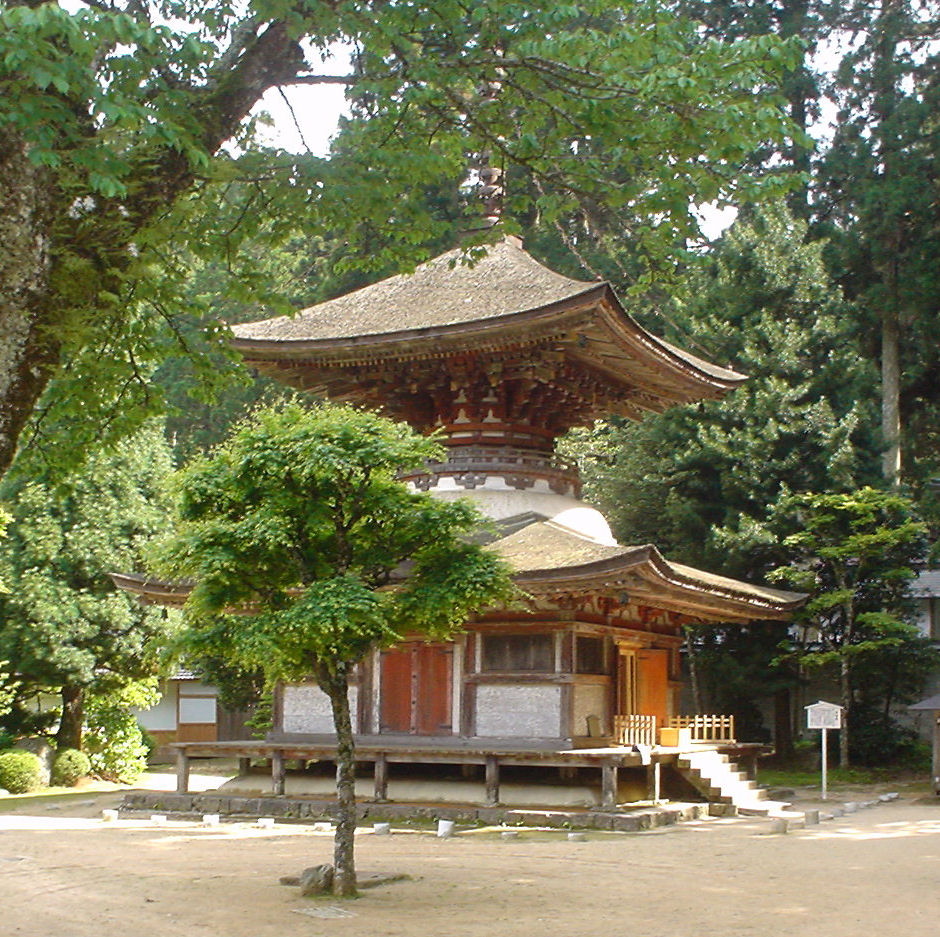
Пагода «великих скарбів» на горі Коя